# Shimada
Shimada (島田市 -shi) é uma cidade japonesa localizada na província de Shizuoka.
Em 2018 a cidade levantou uma população estimada em 96.674 habitantes e uma densidade populacional de 306 h/km². Tem uma área total de 131,04 km².
Recebeu o estatuto de cidade a 1 de Janeiro de 1948.

## Cidades-irmãs
- Richmond, EUA
- Himi, Japão
- Brienz, Suíça
- Huzhou, China